# Aegea (amazona)
Aegea, en la mitologia grega, era una reina de les amazones. L'Enciclopèdia Britànica (1911) esmenta a Aegea, reina de les Amazones, com un epònim alternatiu del Mar Egea. La llegenda diu que ella va conduir un exèrcit de dones guerreres que van viatjar de Líbia a l'Àsia Menor per lluitar a Troia, i que va morir al mar amb el seu exèrcit.